# Santa Comba (Spanyolország)
Santa Comba egy község Spanyolországban, A Coruña tartományban. Santa Comba Tordoia, Val do Dubra, A Baña, Negreira, Mazaricos, Zas és Coristanco községekkel határos. Lakosainak száma 9319 fő (2024).

## Népesség
A település népessége az utóbbi években az alábbiak szerint változott:
| Lakosok száma | 10 920 | 10 704 | 10 647 | 10 487 | 10 241 | 9719 | 9556 | 9426 | 9359 | 9319 |
|               | 2001   | 2004   | 2006   | 2009   | 2011   | 2014 | 2016 | 2019 | 2021 | 2024 |